# Carl Herzog von Württemberg
Carl Herzog von Württemberg, vollständig Carl Maria Peter Ferdinand Philipp Albrecht Joseph Michael Pius Konrad Robert Ulrich Herzog von Württemberg (* 1. August 1936 in Friedrichshafen; † 7. Juni 2022 in Ravensburg) war ein deutscher Unternehmer und ab 1975 Oberhaupt des Hauses Württemberg.

## Leben
Da König Wilhelm II. von Württemberg († 1921) keine Söhne hatte, fiel Carls Großvater Albrecht Herzog von Württemberg, der mit Margarete Sophie von Österreich die katholische Linie des Hauses Württemberg fortsetzte, schon früh die Rolle des württembergischen Thronfolgers zu. Zur Thronfolge kam es nicht, da der König 1918 auf den Thron verzichtete.
Carl Herzog von Württemberg war der zweitälteste Sohn von Philipp II. Albrecht Herzog von Württemberg und dessen Frau Rosa aus dem Haus Habsburg-Lothringen. Nach dem Verzicht seines älteren Bruders Ludwig (1930–2019) am 29. Juni 1959 und am 19. Januar 1960 wurde er zum Erbfolger des Hauses Württemberg und folgte seinem Vater nach dessen Tode im Jahr 1975 als Chef des Hauses und des Familienunternehmens Hofkammer des Hauses Württemberg.
Carl Herzog von Württemberg besuchte das altsprachliche Gymnasium in Riedlingen und studierte Rechtswissenschaften an der Eberhard Karls Universität in Tübingen. Nach seinem Studium trat er 1959 in das Familienunternehmen Hofkammer des Hauses Württemberg ein (mit ehemaligem Sitz auf Schloss Altshausen, heute Wohnsitz der Familie) und übernahm 1975 dessen Leitung. Das Unternehmen verwaltet zirka 5500 Hektar Wald, zirka 2000 Hektar Wiesen und Äcker, 50 Hektar Weinberge, etwa 700 Grundstücke im In- und Ausland, Wälder in Kanada und Österreich sowie Firmenbeteiligungen. Auf der Domäne von Schloss Monrepos bei Ludwigsburg befindet sich seit 1981 das Weingut Herzog von Württemberg. Außerdem muss der Unterhalt von 70 Kulturdenkmälern des Hauses Württemberg sichergestellt werden. Unternehmenssitz der Hofkammer des Hauses Württemberg ist Schloss Friedrichshafen.
Daneben engagierte sich Carl Herzog von Württemberg sozial und karitativ, darunter im Deutschen Roten Kreuz, in der Denkmalstiftung Baden-Württemberg, bei den Fördervereinen Krebskranker Kinder, bei der Stiftung Freie Schule, der Kunststiftung sowie der Stiftung präventive Jugendhilfe. Bei der Denkmalstiftung war er von der Gründung im Jahr 1985 bis 2002 stellvertretender Vorsitzender und von 2002 bis 2008 Vorsitzender. Für die Gesellschaft zur Förderung des Landesmuseums Württemberg übernahm er die Schirmherrschaft. Er war Ehrensenator der Eberhard Karls Universität Tübingen und der Universität Hohenheim sowie Vorsitzender der Vereinigung der Freunde der Universität Tübingen sowie der Universitätsstiftung. Unter anderem war er Stifter des Ludwig-Uhland-Preises für Personen, die sich um die Landeskunde verdient gemacht haben. Weiterhin war er Ehrencommodore des Württembergischen Yacht-Clubs und förderte dort Segeltalente durch die Herzog-Carl-Stiftung. Seit 1979 war er Familiare der Deutschordensritter, und am 21. Mai 2009 wurde er zum Ehrenritter der Komturei An Tauber, Neckar und Bodensee geschlagen. In seinem Wohnort Altshausen hatte er die Schirmherrschaft über die Bürgergarde zu Pferd Gelbe Husaren übernommen. Er war ein sehr guter Freund von König Juan Carlos I. von Spanien.
Am 31. Mai 2002 überreichte ihm Papst Johannes Paul II. das Komturkreuz des Päpstlichen Ritterordens des heiligen Gregors des Großen, insbesondere wegen seiner Verdienste für den Aufbau des katholischen Schulwesens in der Diözese Rottenburg-Stuttgart. Als Delegierter der CDU-Fraktion des Landtags von Baden-Württemberg war er am 23. Mai 2004 Mitglied der 12. Bundesversammlung zur Wahl des deutschen Bundespräsidenten. Am 8. November 2008 wurde ihm der Ehrendoktortitel der Theologie der Philosophisch-Theologischen Hochschule Vallendar verliehen.

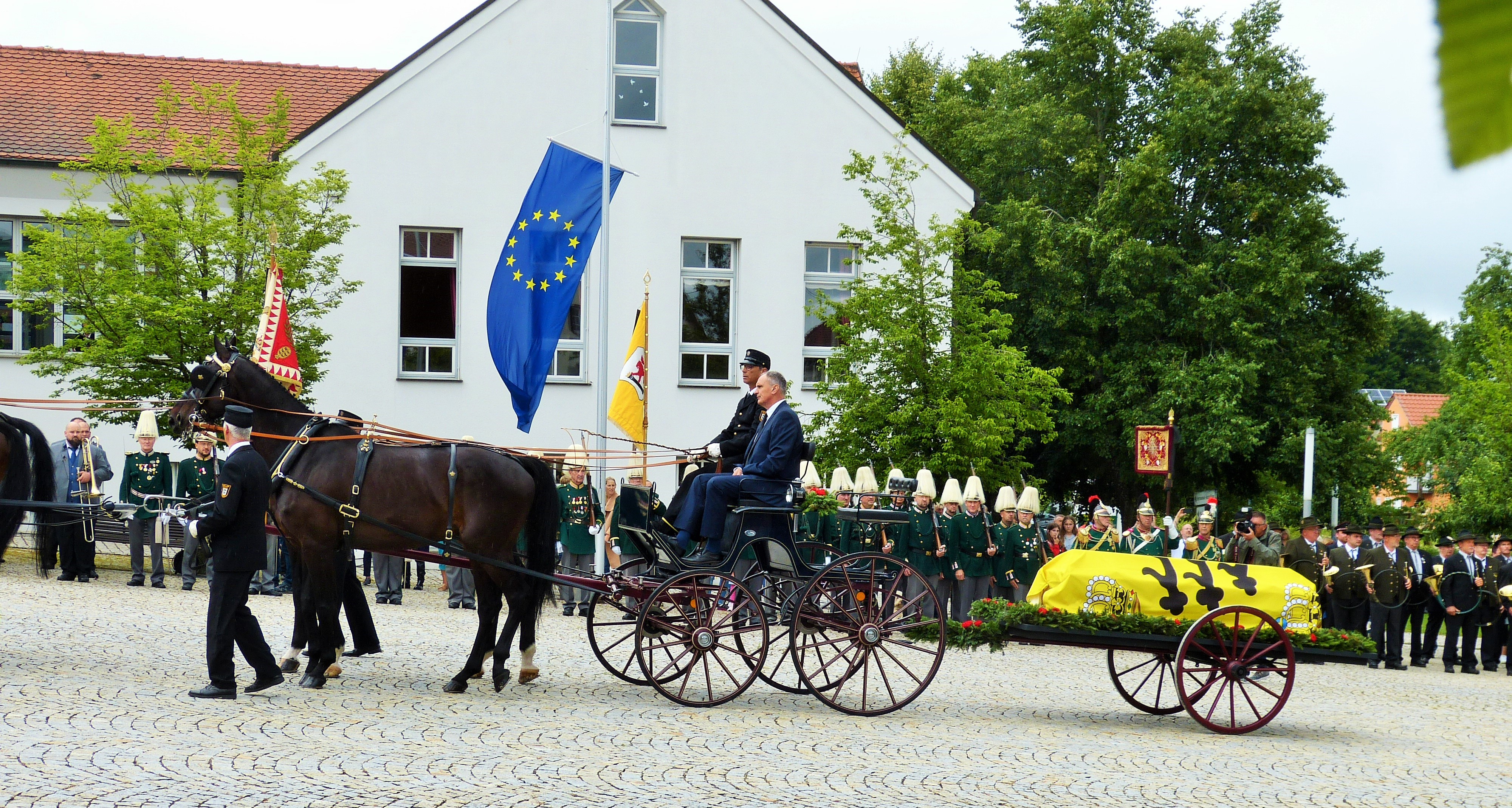
Trauerzug am 1. Juli 2022

In den Medien und Kreisen der Gesellschaft wurde er häufig als Seine königliche Hoheit (S.K.H.) angesprochen. Dieses Prädikat ist in Deutschland seit der Abschaffung der Monarchie nur noch eine Höflichkeitsgeste ohne gesetzlichen Anspruch, wird aber traditionell oft verwendet und im diplomatischen Protokoll ausländischer Monarchien offiziell berücksichtigt.
Carl Herzog von Württemberg litt seit mehreren Jahren unter gesundheitlichen Schwierigkeiten. Er starb am 7. Juni 2022 im Alter von 85 Jahren nach einem einwöchigen Aufenthalt im St.-Elisabethen-Klinikum in Ravensburg. Er hinterließ fünf Kinder, 16 Enkelkinder und ein Urenkelkind.
Am 1. Juli 2022 fand in Altshausen ein Trauerumzug statt, an dem sich zahlreiche Musikkapellen und Bürgergarden beteiligten. Am 2. Juli 2022 waren rund 800 geladene Gäste zur Trauerfeier nach Althausen gekommen. Der Rottenburger Bischof Gebhard Fürst hielt das katholische Pastoralrequiem, in deren Verlauf in der Pfarr- und Schlosskirche St. Michael auch der Landesbischof der evangelischen Kirche in Württemberg, Frank Otfried July, zu Wort kam. Unter den Trauergästen waren der Großherzog von Luxemburg, der Fürst von und zu Liechtenstein, der Erbprinz von Liechtenstein, Jean d’Orléans, Graf von Paris, Duarte Pio Herzog von Braganza, Bernhard von Baden, Philipp zu Hohenlohe-Langenburg, Georg Friedrich Prinz von Preußen, Franz Herzog von Bayern und viele weitere Vertreter des europäischen Hochadels. Zudem waren zahlreiche Gäste aus Politik und Gesellschaft bei der Trauerfeier anwesend, darunter der Ministerpräsident von Baden-Württemberg sowie Parlamentarier der EU, des Bundes und des Landes, dazu Landräte, Oberbürgermeister und Vertreter aus der Wirtschaft und der Wissenschaft. Die Beisetzung fand anschließend in der Familiengruft der Schlosskirche Altshausen statt. Als Oberhaupt des Hauses Württemberg folgte Carl Herzog von Württemberg sein Enkel Wilhelm Herzog von Württemberg nach.

## Familie

### Vorfahren
| Ahnentafel Carl Herzog von Württemberg  | Ahnentafel Carl Herzog von Württemberg                                                                     | Ahnentafel Carl Herzog von Württemberg                                                                         | Ahnentafel Carl Herzog von Württemberg                                                                              | Ahnentafel Carl Herzog von Württemberg                                                                                    | Ahnentafel Carl Herzog von Württemberg                                                                                          | Ahnentafel Carl Herzog von Württemberg                                                                                          | Ahnentafel Carl Herzog von Württemberg                                                                                          | Ahnentafel Carl Herzog von Württemberg                                                                                          |
| --------------------------------------- | --- | --- | --- | --- | --- | --- | --- | --- |
| Ururgroßeltern                          | Herzog Alexander von Württemberg (1804–1881) ⚭ 1837 Prinzessin Marie Christine von Frankreich (1813–1839)  | Erzherzog Albrecht von Österreich-Teschen (1817–1895) ⚭ 1844 Prinzessin Hildegard Luise von Bayern (1825–1864) | Erzherzog Franz Karl von Österreich (1802–1878) ⚭ 1824 Prinzessin Sophie Friederike von Bayern (1805–1872)          | König Ferdinand II. von Neapel-Sizilien (1810–1859) ⚭ 1837 Erzherzogin Maria Theresia Isabella von Österreich (1816–1867) | Großherzog Leopold II. von Toskana (1797–1870) ⚭ 1833 Prinzessin Maria Antonie von Neapel-Sizilien (1814–1898)                  | Herzog Karl III. von Bourbon-Parma (1823–1854) ⚭ 1845 Prinzessin Louise Marie Therese von Frankreich (1819–1864)                | König Ferdinand II. von Neapel-Sizilien (1810–1859) ⚭ 1837 Erzherzogin Maria Theresia Isabella von Österreich (1816–1867)       | Prinz Franz von Neapel-Sizilien (1827–1892) ⚭ 1850 Erzherzogin Marie Isabelle von Österreich (1834–1901)                        |
| Urgroßeltern                            | Herzog Philipp von Württemberg (1838–1917) ⚭ 1865 Erzherzogin Marie Therese von Österreich (1845–1927)     | Herzog Philipp von Württemberg (1838–1917) ⚭ 1865 Erzherzogin Marie Therese von Österreich (1845–1927)         | Erzherzog Karl Ludwig von Österreich (1833–1896) ⚭ 1862 Prinzessin Maria Annunziata von Neapel-Sizilien (1843–1871) | Erzherzog Karl Ludwig von Österreich (1833–1896) ⚭ 1862 Prinzessin Maria Annunziata von Neapel-Sizilien (1843–1871)       | Großherzog Ferdinand IV. von Toskana (1835–1908) ⚭ 1868 Prinzessin Alicia von Bourbon-Parma (1849–1935)                         | Großherzog Ferdinand IV. von Toskana (1835–1908) ⚭ 1868 Prinzessin Alicia von Bourbon-Parma (1849–1935)                         | Prinz Alfons Maria von Neapel-Sizilien (1841–1934) ⚭ 1868 Prinzessin Maria Antonia von Neapel-Sizilien (1851–1938)              | Prinz Alfons Maria von Neapel-Sizilien (1841–1934) ⚭ 1868 Prinzessin Maria Antonia von Neapel-Sizilien (1851–1938)              |
| Großeltern                              | Herzog Albrecht von Württemberg (1865–1939) ⚭ 1893 Erzherzogin Margarete Sophie von Österreich (1870–1902) | Herzog Albrecht von Württemberg (1865–1939) ⚭ 1893 Erzherzogin Margarete Sophie von Österreich (1870–1902)     | Herzog Albrecht von Württemberg (1865–1939) ⚭ 1893 Erzherzogin Margarete Sophie von Österreich (1870–1902)          | Herzog Albrecht von Württemberg (1865–1939) ⚭ 1893 Erzherzogin Margarete Sophie von Österreich (1870–1902)                | Erzherzog Peter Ferdinand von Österreich-Toskana (1874–1948) ⚭ 1900 Prinzessin Maria Christina von Bourbon-Sizilien (1877–1947) | Erzherzog Peter Ferdinand von Österreich-Toskana (1874–1948) ⚭ 1900 Prinzessin Maria Christina von Bourbon-Sizilien (1877–1947) | Erzherzog Peter Ferdinand von Österreich-Toskana (1874–1948) ⚭ 1900 Prinzessin Maria Christina von Bourbon-Sizilien (1877–1947) | Erzherzog Peter Ferdinand von Österreich-Toskana (1874–1948) ⚭ 1900 Prinzessin Maria Christina von Bourbon-Sizilien (1877–1947) |
| Eltern                                  | Philipp Albrecht Herzog von Württemberg (1893–1975) ⚭ 1928 Rosa von Österreich (1906–1983)                 | Philipp Albrecht Herzog von Württemberg (1893–1975) ⚭ 1928 Rosa von Österreich (1906–1983)                     | Philipp Albrecht Herzog von Württemberg (1893–1975) ⚭ 1928 Rosa von Österreich (1906–1983)                          | Philipp Albrecht Herzog von Württemberg (1893–1975) ⚭ 1928 Rosa von Österreich (1906–1983)                                | Philipp Albrecht Herzog von Württemberg (1893–1975) ⚭ 1928 Rosa von Österreich (1906–1983)                                      | Philipp Albrecht Herzog von Württemberg (1893–1975) ⚭ 1928 Rosa von Österreich (1906–1983)                                      | Philipp Albrecht Herzog von Württemberg (1893–1975) ⚭ 1928 Rosa von Österreich (1906–1983)                                      | Philipp Albrecht Herzog von Württemberg (1893–1975) ⚭ 1928 Rosa von Österreich (1906–1983)                                      |
| Carl Herzog von Württemberg (1936–2022) | | | | | | | | |

### Nachkommen
Carl Herzog von Württemberg heiratete am 18. Juli 1960 Diane von Orléans (* 1940), eine Tochter des Henri Robert Ferdinand Marie Louis Philippe d’Orléans aus dem Hause Bourbon. Ihre Kinder sind:
- Friedrich (1961–2018) ⚭ Wilhelmine Marie, geborene Prinzessin zu Wied. Aus der Ehe sind ein Sohn und zwei Töchter hervorgegangen.
- Mathilde (* 11. Juli 1962) ⚭ Erich von Waldburg zu Zeil und Trauchburg. Sie haben fünf Töchter.
- Eberhard (* 20. Juni 1963) ⚭ Desiree Copf. Sie haben einen Sohn.
- Philipp (* 1. November 1964) ⚭ Marie Caroline, geborene Herzogin in Bayern (Tochter von Max Emanuel Herzog in Bayern aus dem Hause Wittelsbach). Sie haben drei Töchter und einen Sohn.
- Michael (* 1. Dezember 1965) ⚭ 7. Juli 2006 Julia, geborene Storz.
- Eleonore Fleur (* 4. November 1977) ⚭ Moritz Graf von Goëss. Sie haben einen Sohn und zwei Töchter.

## Auszeichnungen und Ehrungen
- Ehrencommodore des Württembergischen Yacht-Clubs (von Amts wegen als Oberhaupt des Hauses Württemberg)

- 1975: Ritter vom Orden vom Goldenen Vlies
- 1977: Ehrensenator der Eberhard Karls Universität Tübingen
- 1979: Familiare der Deutschordensritter
- 1985: Ehrensenator der Universität Hohenheim
- 1986: Verdienstmedaille des Landes Baden-Württemberg
- 1997: Großes Verdienstkreuz des Verdienstordens der Bundesrepublik Deutschland
- 1999: Universitätsmedaille in Gold der Universität Hohenheim
- 2002: Päpstlicher Gregoriusorden (Komtur)
- 2006: Ehrenbürger von Altshausen
- 2006: Ehrenbürger von Hinterstoder/Oberösterreich
- 2008: Ehrendoktorwürde der Philosophisch-Theologischen Hochschule Vallendar
- 2008: Ehrenvorsitzender der Denkmalstiftung Baden-Württemberg
- 2009: Ehrenritter der Komturei An Tauber, Neckar und Bodensee des Deutschritterordens
- 2017: Große Staufermedaille in Gold
- 2017: Justinus-Kerner-Preis[10]
- Goldenes Ehrenzeichen des Landes Oberösterreich
- Ehrenpräsident des Cannstatter-Volksfest-Vereins und Schirmherr des Cannstatter Volksfestes[11]